# Вулиця Коцюбинського (Іллінці)
Ву́лиця Михайла Коцюбинського — вулиця в місті Іллінці Вінницької області. Бере початок від вулиці Польової простягається на північ до вулиці вулиці Незалежності.
Прилучаються вулиці та провулки: Устима Кармелюка, Бойка, Хлібна, пров. Бойка, провулок Волонтерів.
Забудована вулиця приватними садибами кінця 1950—початку 1960 років.

## Назва
29 вересня 1961 року, вулиці було надано назву, на честь уродженця міста Вінниці, видатного українського письменника, громадського діяча й інтелектуала, Михайла Михайловича Коцюбинського.
У старшого покоління місцевих, побутує інша, так звана, народна, неофіційна назва вулиці  — Жидівська, це пов'язано з тим що, на даній вулиці знаходиться один з найбільших у Вінницькій області кіркут, єврейське кладовище, розташоване з лівого боку вулиці.

## Сучасність
18 вересня 2010 року на вулиці збудовано римо-католицький костел.
З 2010 по 2017 роки, було проведено комплексну поетапну реконструкцію вулиці.
Здійснено нове асфальтування, на відрізку від вулиці Польової до повороту на вул. Устима Кармелюка (2010 р.).
Компанією Люстдорф було збудовано армовану бетонну подушку для проїзду важковагового транспорту, замінено комунікації. Вимощено проїздну частину сучасною бруківкою, реконструйовано тротуари та прокладено новий, від вулиці вулиці Незалежності до провулку Волонтерів.
(2011—2017) рр.
У 2016—2017 Установлено сучасне вуличне освітлення.